# Hastocularis argus
Hastocularis
Genre
Espèce
Hastocularis argus, unique représentant du genre Hastocularis, est une espèce fossile d'opilions tetrophthalmes de la famille des Hastocularidae.

## Distribution
Cette espèce a été découverte en France à Montceau-les-Mines. Elle date du Stéphanien.

## Description
L'holotype mesure 12,8 mm.

## Publication originale
- Garwood, Sharma, Dunlop & Giribet, 2014 : « A Paleozoic Stem Group to Mite Harvestmen Revealed through Integration of Phylogenetics and Development. » Current Biology, vol. 24, no 9, p. 1017–1023 (texte intégral).